# Кебінен
Кебінен (172 — 235) — 6-й володар держави сяньбі у 190—235 роках.

## Життєпис
Бувсином одного з даренів (вождів) центральної частини держави сяньбі (кордонами були Юйвепінське командирство і річка Ляохе). У 190 році під час боротьби за владу між Цяньманєм і Куйтоу зумів відокремитися, а потім встановити зверхність над іншими даренами центральних сяньбі. Вів тривалі війни з Куйтоу, володарем держави сяньбі.
У 207 році після перемоги вейського правителя Цао Цао над ухуанями вимушений був визнати зверхність останнього. Натомість отримав визнання свого автономного від Куйтоу статусу. 211 року завдав тяжкої поразки Тагуну, вождю ухуанів. В наступні роки доклав багато зусиль для відновлення єдності сяньбійської держави. У 218 році в союзі з Ненченді, вождем ухуанів, завдав поразки Фулуоханю, брату Будугеня, правителя держави сяньбі. За цим зумів суттєво потіснити самого Будугеня.
220 року визнав зверхність вейського імператора Цао Пі. Натомість отримав титул вана. 221 року видав вейському уряду 500 китайців-перебіжчиків. 222 року завдав нової поразки ухуаням. Водночас налагодив торгівлю з китайцями в командирстві Даї. Того ж року почав війну з Будугенєм та східними сяньбі. Замирився з ворогами за посередництва Тянь Юя, чжун лянцзяна (протектора) над сяньбі. 224 року атакував східних сяньбі на чолі із Сулі. У відповідь Тянь Юй атакував тили Кебінена, змусивши того відступити. У 225 році відбулася битва з Лян Сі, губернатором провінції Бін. Згідно китайських джерел Кебінен зазнав нищівної поразки, проте щодо цього є сумніви.
В наступні роки з перемінним успіхом воював проти імперії Вей. 228 року один з даренів західних сяньбі Путоу відкочував до вейських володінь. У відповідь Кебінен атакував Тянь Юя. Зрештою відступив. Але того ж року уклав союз з державою Шу. Наступного року вдерся до провінції Ючжоу. Скористався смертю Сулі для нового наступу на східних сяньбі. Ймовірно до 230 року зумів загалом встановити зверхність над останніми.
232 року підбив Будугеня на повстання проти імперії Вей, а 233 року підступно вбив того, приєднавши його володіння. В результаті вдалося відновити єдність держави сяньбі.
Загинув Кебінен 235 року внаслідок замаху вейського шпигуна. Держава сяньбі вдруге й остаточно розпалася. Владною над одним з племен центральних сяньбі оволодів молодший брат Кебінена (ім'я невідоме).
Частина сяньбі перебралася на південь, східні сяньбі — юйвень, дуань, мужун — утворилися   власні  протодержави (плем'яні сооб'єднання) та визнали зверхність імперії Вей. Водночас почався рух племенних союзів північних сяньбі — табгачі, туфа і лунсі, — що протягом декількох десятирічь захопили землі західної і центрально частини колишньої Сяньбіської держави.